# Matt Hedges
Matt Hedges (Rochester, 1º aprile 1990) è un calciatore statunitense, difensore del Des Moines Menace.

## Statistiche

### Presenze e reti nei club
Statistiche aggiornate al 4 luglio 2022.
| Stagione         | Squadra          | Campionato       | Campionato | Campionato | Coppe nazionali | Coppe nazionali | Coppe nazionali | Coppe continentali | Coppe continentali | Coppe continentali | Altre coppe | Altre coppe | Altre coppe | Totale | Totale |
| Stagione         | Squadra          | Comp             | Pres       | Reti       | Comp            | Pres            | Reti            | Comp               | Pres               | Reti               | Comp        | Pres        | Reti        | Pres   | Reti   |
| ---------------- | ---------------- | ---------------- | ---------- | ---------- | --------------- | --------------- | --------------- | ------------------ | ------------------ | ------------------ | ----------- | ----------- | ----------- | ------ | ------ |
| 2012             | FC Dallas        | MLS              | 28         | 3          | USOC            | 1               | 0               |                    | -                  | -                  |             | -           | -           | 29     | 3      |
| 2013             | FC Dallas        | MLS              | 33         | 3          | USOC            | 2               | 1               |                    | -                  | -                  |             | -           | -           | 35     | 4      |
| 2014             | FC Dallas        | MLS              | 32+3       | 3+0        | USOC            | 2               | 0               |                    | -                  | -                  |             | -           | -           | 37     | 3      |
| 2015             | FC Dallas        | MLS              | 31+4       | 1+0        | USOC            | 1               | 0               |                    | -                  | -                  |             | -           | -           | 36     | 1      |
| 2016             | FC Dallas        | MLS              | 26+2       | 1+0        | USOC            | 4               | 2               | CCL                | 7                  | 1                  |             | -           | -           | 39     | 4      |
| 2017             | FC Dallas        | MLS              | 27         | 2          | USOC            | 1               | 0               |                    | -                  | -                  |             | -           | -           | 28     | 2      |
| 2018             | FC Dallas        | MLS              | 33+1       | 2+1        | USOC            | 2               | 0               | CCL                | 2                  | 0                  |             | -           | -           | 38     | 3      |
| 2019             | FC Dallas        | MLS              | 33+1       | 1+1        | USOC            | 2               | 1               |                    | -                  | -                  |             | -           | -           | 36     | 3      |
| 2019             | FC Dallas        | MLS              | 33+1       | 1+1        | USOC            | 2               | 1               |                    | -                  | -                  |             | -           | -           | 36     | 3      |
| 2020             | FC Dallas        | MLS              | 19+2       | 0          |                 | -               | -               |                    | -                  | -                  |             | -           | -           | 21     | 0      |
| 2021             | FC Dallas        | MLS              | 20         | 1          |                 | -               | -               |                    | -                  | -                  |             | -           | -           | 20     | 1      |
| 2022             | FC Dallas        | MLS              | 28+2       | 1+0        | USOC            | 0               | 0               |                    | -                  | -                  |             | -           | -           | 30     | 1      |
| Totale FC Dallas | Totale FC Dallas | Totale FC Dallas | 309+16     | 17+3       |                 | 15              | 4               |                    | 9                  | 1                  |             | -           | -           | 349    | 25     |
| gen.-lug. 2023   | Toronto FC       | MLS              | 14         | 0          | CC              | 0               | 0               |                    | -                  | -                  |             | -           | -           | 14     | 0      |
| lug.-dic. 2023   | Austin FC        | MLS              | 6          | 1          |                 | -               | -               |                    | -                  | -                  | LC          | 1           | 0           | 7      | 1      |
| 2024             | Austin FC        | MLS              | 15         | 1          |                 | -               | -               |                    | -                  | -                  | LC          | 3           | 0           | 18     | 1      |
| Totale carriera  | Totale carriera  | Totale carriera  | 360        | 22         |                 | 15              | 4               |                    | 9                  | 1                  |             | 4           | 0           | 388    | 27     |

### Cronologia presenze e reti in nazionale
| Cronologia completa delle presenze e delle reti in nazionale ― Stati Uniti | Cronologia completa delle presenze e delle reti in nazionale ― Stati Uniti | Cronologia completa delle presenze e delle reti in nazionale ― Stati Uniti | Cronologia completa delle presenze e delle reti in nazionale ― Stati Uniti | Cronologia completa delle presenze e delle reti in nazionale ― Stati Uniti | Cronologia completa delle presenze e delle reti in nazionale ― Stati Uniti | Cronologia completa delle presenze e delle reti in nazionale ― Stati Uniti | Cronologia completa delle presenze e delle reti in nazionale ― Stati Uniti |
| Data                                                                       | Città                                                                      | In casa                                                                    | Risultato                                                                  | Ospiti                                                                     | Competizione                                                               | Reti                                                                       | Note                                                                       |
| -------------------------------------------------------------------------- | -------------------------------------------------------------------------- | -------------------------------------------------------------------------- | -------------------------------------------------------------------------- | -------------------------------------------------------------------------- | -------------------------------------------------------------------------- | -------------------------------------------------------------------------- | -------------------------------------------------------------------------- |
| 8-2-2015                                                                   | Carson                                                                     | Stati Uniti                                                                | 2 – 0                                                                      | Panama                                                                     | Amichevole                                                                 | -                                                                          | 72’                                                                        |
| 3-6-2017                                                                   | Sandy                                                                      | Stati Uniti                                                                | 1 – 1                                                                      | Venezuela                                                                  | Amichevole                                                                 | -                                                                          | 56’                                                                        |
| 1-7-2017                                                                   | East Rutherford                                                            | Stati Uniti                                                                | 2 – 1                                                                      | Ghana                                                                      | Amichevole                                                                 | -                                                                          |                                                                            |
| 12-7-2017                                                                  | Tampa                                                                      | Stati Uniti                                                                | 3 – 2                                                                      | Martinica                                                                  | Gold Cup 2017                                                              | -                                                                          |                                                                            |
| 19-7-2017                                                                  | Filadelfia                                                                 | Stati Uniti                                                                | 2 – 0                                                                      | El Salvador                                                                | Gold Cup 2017 - Quarti di finale                                           | -                                                                          |                                                                            |
| Totale                                                                     |                                                                            | Presenze                                                                   | 5                                                                          |                                                                            | Reti                                                                       | 0                                                                          |                                                                            |

## Palmarès

### Club
- U.S. Open Cup: 1

FC Dallas: 2016
- MLS Supporters' Shield: 1

FC Dallas: 2016

### Nazionale
- Gold Cup: 1

2017

### Individuale
- MLS Best XI: 2

2015, 2016